# Siccyna thisbe
Siccyna thisbe là một loài bướm đêm trong họ Noctuidae.